# اينريكو موريلو
اينريكو موريلو (بالإيطالية: Enrico Morello)‏ (11 يناير 1977 بباليرمو في إيطاليا - ) هو لاعب كرة قدم إيطالي في مركز الدفاع. شارك مع منتخب إيطاليا تحت 17 سنة لكرة القدم. أما مع النوادي، فقد لعب مع نادي بارما ونادي برو باتاريا ونادي بيستويسي ونادي رافينا ونادي ريجيانا 1919 ونادي سبال ونادي لوكيزي ونادي مسينا وUnione Sportiva Brescello ‏ وسسارة توريس ‏.

## وصلات خارجية
- اينريكو موريلو على موقع الاتحاد الدولي (مؤرشف)  (الإنجليزية)
- اينريكو موريلو على موقع قاعدة بيانات كرة القدم.إي يو (الإنجليزية)
- اينريكو موريلو على موقع عالم كرة القدم.نت (الإنجليزية)